# UB-123号潜艇
陛下之UB-123号艇是德意志帝国海军于第一次世界大战期间建造的其中一艘UB-III型近岸潜艇或称U艇。它由不来梅的威悉船厂承建，于1918年3月2日新船下水，至同年4月6日交付使用。其全长55.85米，水面及水下排水量分别为512吨和643吨，艇载武器则包括五具500毫米鱼雷发射管以及一门105毫米口径甲板炮。UB-123号入役后曾被部署至驻埃姆登的第三区舰队，并参与了大西洋潜艇战。在两次巡逻期间，该艇合共击沉1艘、缴获3艘协约国或中立国商船，容积总吨累计为6176吨。UB-123号自1918年10月19日起失踪，它极可能是在北海水雷阵内触雷沉没，艇内36名官兵全数阵亡。

## 设计
UB-123号是不来梅威悉船厂承建的UB-III型第三批次（UB-118至UB-132号）的六号艇，由德意志帝国海军潜艇监察局于1917年2月8日订购、同年7月13日动工，至1918年3月2日下水。其全长55.85米，舷宽5.80米。艇体采用双壳体结构，水面及水下排水量分别为512吨和643吨，浮起时的吃水深度为3.72米。由于无需像UC-II型艇那样提供水雷布设装置，设计工程师对潜艇舷弧进行了优化，增大了司令塔体积，配备两具潜望镜，司令塔与控制室之间增加一道水密舱壁。这些改进显著提高了潜艇的水下机动性和生存力。为了达到更高的航速，UB-123号采用两台科尔庭六缸四冲程525匹公制馬力（386千瓦特）柴油机用于水面运行，以及两台394匹公制馬力（290千瓦特）的西门子-舒克特电动发电机用于水下航行；水面最高航速13.9節（25.7每小時），水下7.6節（14.1每小時）；能够在水面以6節（11每小時）航速续航7,280海里（13,480），或以4節（7.4每小時）连续在水下航行50海里（93）而无需充电。
UB-123号的主武器为五具500毫米艇艏鱼雷发射管，其中艇艏四具采用层叠式布局分居两侧、艇艉一具，并可搭载合共10枚G6型鱼雷。辅助武器则是一门88毫米30倍径速射炮。其标准船员编制为3名军官加31名水兵。

## 服役历史
1918年4月6日，UB-123号在首度担任艇长的海军中尉罗伯特·拉姆的指挥下正式入役，随即展开海试。完成海试后，该艇于6月22日被编入驻埃姆登的第三区舰队，并参与了大西洋潜艇战，足迹遍及北海及爱尔兰海。在两次巡逻期间，该艇合共击沉1艘、缴获3艘协约国或中立国商船，容积总吨累计为6176吨。其中，三艘丹麦轮船均是7月16日、即潜艇首次巡逻时在斯卡格拉克海峡缴获；而唯一沉没的受害者——2646总吨的英国客轮伦斯特号则是10月10日在距基什滩东南偏东约7海里（13）处遭拉姆发射的鱼雷击沉。它当时正搭载着77名船员和694名乘客从都柏林前往霍利希德，事件共导致船上多达530人罹难。此外，UB-123号还于10月16日在斯特拉西东北偏北约3海里（5.6）处以鱼雷击伤了4095总吨的美国油轮卡洛莉亚号（Caloria），但并未造成人员伤亡。
10月18日，即完成是次袭击两天后，UB-123号准备从第二次巡逻中返航。上午9:10，由海军中尉维尔纳·法特指挥的UB-125号收到一条无线电信息，询问穿越北海水雷阵的最佳方法。发信人正是UB-123号的艇长拉姆中尉。自UB-123号外出巡逻以来，这片雷区每天都会新设额外的水雷。由于UB-125号刚刚穿过雷区，法特便用无线电报告了一条建议路线，并得到UB-123号的确认。这是与后者的最后一次联系。当天晚些时候，有美国海军的舰只报称北海水雷阵内发生爆炸。翌日，英国皇家海军也发布了爆炸报告。尽管无法确定是哪一次爆炸导致UB-123号沉没，但几乎可以肯定是其中一次爆炸造成的。UB-123号瞬间就从一种战争武器变成了一具钢铁棺材，艇内36名官兵全数葬身海底。其沉没地点大致位于苏格兰马克弗拉加岛东北偏北约25海里（46）处。

## 袭击历史摘要
| 日期           | 船名       | 船籍 | 吨位 | 结局       |
| -------------- | ---------- | ---- | ---- | ---------- |
| 1918年7月16日  | 安妮号     | 丹麦 | 1299 | 缴作战利品 |
| 1918年7月16日  | 康斯坦丁号 | 丹麦 | 831  | 缴作战利品 |
| 1918年7月16日  | 约特霍姆号 | 丹麦 | 1400 | 缴作战利品 |
| 1918年10月10日 | 伦斯特号   | 英国 | 2646 | 击沉       |
| 1918年10月16日 | 卡洛莉亚号 | 美国 | 4095 | 击伤       |

## 脚注
1. ↑  Rössler，第55頁.
2. ↑  Helgason, Guðmundur. . German and Austrian U-boats of World War I - Kaiserliche Marine - Uboat.net.   [2009-02-13].
3. 1 2 3 4  Gröner 1991，第25-30頁.
4. 1 2  Helgason, Guðmundur. . German and Austrian U-boats of World War I - Kaiserliche Marine - Uboat.net.   [2015-03-10].
5. ↑  陈进，第239頁.
6. ↑  NARS，第59頁.
7. 1 2  Helgason, Guðmundur. . German and Austrian U-boats of World War I - Kaiserliche Marine - Uboat.net.   [2015-03-10].
8. ↑  Helgason, Guðmundur. . German and Austrian U-boats of World War I - Kaiserliche Marine - Uboat.net.   [2022-06-14].
9. ↑  Helgason, Guðmundur. . German and Austrian U-boats of World War I - Kaiserliche Marine - Uboat.net.   [2022-06-14].
10. ↑  Lecane，第88頁.